# Capnogryllacris phaeocephala
Capnogryllacris phaeocephala is een rechtvleugelig insect uit de familie Gryllacrididae. De wetenschappelijke naam van deze soort is voor het eerst geldig gepubliceerd in 2003 door Gorochov.